# Coupe Davis 1964
Pour un article plus général, voir Coupe Davis.
Navigation
Édition précédente Édition suivante
La Coupe Davis 1964 est la 53e édition de ce tournoi de tennis professionnel masculin par nations. Les rencontres se déroulent du 29 février au 28 septembre dans différents lieux.
L'Australie (finaliste sortante) remporte son 19e saladier d'argent grâce à sa victoire lors du "Challenge Round" face aux États-Unis (tenants du titre) par trois victoires à deux.

## Contexte
Le tournoi se déroule au préalable dans les tours préliminaires des zones continentales. Un total de 50 nations participent à la compétition :
- 7 dans la "Zone Amérique",
- 10 dans la "Zone Est" (incluant l'Asie et l'Océanie),
- 32 dans la "Zone Europe" (incluant l'Afrique),
- plus les États-Unis ayant remporté l'édition précédente, ainsi qualifiés pour le "Challenge round".

## Résultats

### Tableau du top 16 mondial
|  | Huitièmes de finale Plusieurs dates                                              | Huitièmes de finale Plusieurs dates                                              |                                                                                 |                                                               | Quarts de finale Plusieurs dates                                      | Quarts de finale Plusieurs dates                                      |   |  | Demi-finales Plusieurs dates                                | Demi-finales Plusieurs dates                                |  |  | Finale du tout venant 29 - 31 août           | Finale du tout venant 29 - 31 août           |
|  | Huitièmes de finale Plusieurs dates                                              | Huitièmes de finale Plusieurs dates                                              |                                                                                 |                                                               | Quarts de finale Plusieurs dates                                      | Quarts de finale Plusieurs dates                                      |   |  | Demi-finales Plusieurs dates                                | Demi-finales Plusieurs dates                                |  |  | Finale du tout venant 29 - 31 août           | Finale du tout venant 29 - 31 août           |
|  |                                                                                  |                                                                                  |                                                                                 |                                                               |                                                                       |                                                                       |   |  |                                                             |                                                             |  |  |                                              |                                              |
|  | Demi-finale Europe (17 - 19 juillet) Båstad, Suède (terre battue ext.)           | Demi-finale Europe (17 - 19 juillet) Båstad, Suède (terre battue ext.)           |                                                                                 |                                                               | Finale Europe (31 juillet - 3 août) Båstad, Suède (terre battue ext.) | Finale Europe (31 juillet - 3 août) Båstad, Suède (terre battue ext.) |   |  | Inter-zone (16 - 18 août) Båstad, Suède (terre battue ext.) | Inter-zone (16 - 18 août) Båstad, Suède (terre battue ext.) |  |  | Inter-zone Båstad, Suède (terre battue ext.) | Inter-zone Båstad, Suède (terre battue ext.) |
|  | Demi-finale Europe (17 - 19 juillet) Båstad, Suède (terre battue ext.)           | Demi-finale Europe (17 - 19 juillet) Båstad, Suède (terre battue ext.)           |                                                                                 |                                                               | Finale Europe (31 juillet - 3 août) Båstad, Suède (terre battue ext.) | Finale Europe (31 juillet - 3 août) Båstad, Suède (terre battue ext.) |   |  | Inter-zone (16 - 18 août) Båstad, Suède (terre battue ext.) | Inter-zone (16 - 18 août) Båstad, Suède (terre battue ext.) |  |  | Inter-zone Båstad, Suède (terre battue ext.) | Inter-zone Båstad, Suède (terre battue ext.) |
|  | Suède                                                                            | 3                                                                                |                                                                                 |                                                               | Finale Europe (31 juillet - 3 août) Båstad, Suède (terre battue ext.) | Finale Europe (31 juillet - 3 août) Båstad, Suède (terre battue ext.) |   |  | Inter-zone (16 - 18 août) Båstad, Suède (terre battue ext.) | Inter-zone (16 - 18 août) Båstad, Suède (terre battue ext.) |  |  | Inter-zone Båstad, Suède (terre battue ext.) | Inter-zone Båstad, Suède (terre battue ext.) |
|  | Suède                                                                            | 3                                                                                |                                                                                 |                                                               | Finale Europe (31 juillet - 3 août) Båstad, Suède (terre battue ext.) | Finale Europe (31 juillet - 3 août) Båstad, Suède (terre battue ext.) |   |  | Inter-zone (16 - 18 août) Båstad, Suède (terre battue ext.) | Inter-zone (16 - 18 août) Båstad, Suède (terre battue ext.) |  |  | Inter-zone Båstad, Suède (terre battue ext.) | Inter-zone Båstad, Suède (terre battue ext.) |
|  | Allemagne de l'Ouest                                                             | 2                                                                                |                                                                                 |                                                               | Finale Europe (31 juillet - 3 août) Båstad, Suède (terre battue ext.) | Finale Europe (31 juillet - 3 août) Båstad, Suède (terre battue ext.) |   |  | Inter-zone (16 - 18 août) Båstad, Suède (terre battue ext.) | Inter-zone (16 - 18 août) Båstad, Suède (terre battue ext.) |  |  | Inter-zone Båstad, Suède (terre battue ext.) | Inter-zone Båstad, Suède (terre battue ext.) |
|  | Allemagne de l'Ouest                                                             | 2                                                                                | Suède                                                                           | 4                                                             |                                                                       |                                                                       |   |  | Inter-zone (16 - 18 août) Båstad, Suède (terre battue ext.) | Inter-zone (16 - 18 août) Båstad, Suède (terre battue ext.) |  |  | Inter-zone Båstad, Suède (terre battue ext.) | Inter-zone Båstad, Suède (terre battue ext.) |
|  | Demi-finale Europe (16 - 18 juillet) Bristol, Grande-Bretagne (gazon ext.)       |                                                                                  | Suède                                                                           | 4                                                             |                                                                       |                                                                       |   |  | Inter-zone (16 - 18 août) Båstad, Suède (terre battue ext.) | Inter-zone (16 - 18 août) Båstad, Suède (terre battue ext.) |  |  | Inter-zone Båstad, Suède (terre battue ext.) | Inter-zone Båstad, Suède (terre battue ext.) |
|  |                                                                                  | France                                                                           | 1                                                                               |                                                               |                                                                       |                                                                       |   |  | Inter-zone (16 - 18 août) Båstad, Suède (terre battue ext.) | Inter-zone (16 - 18 août) Båstad, Suède (terre battue ext.) |  |  | Inter-zone Båstad, Suède (terre battue ext.) | Inter-zone Båstad, Suède (terre battue ext.) |
|  | Grande-Bretagne                                                                  | France                                                                           | 1                                                                               | 2                                                             |                                                                       |                                                                       |   |  | Inter-zone (16 - 18 août) Båstad, Suède (terre battue ext.) | Inter-zone (16 - 18 août) Båstad, Suède (terre battue ext.) |  |  | Inter-zone Båstad, Suède (terre battue ext.) | Inter-zone Båstad, Suède (terre battue ext.) |
|  | Grande-Bretagne                                                                  | Finale Est (24 - 26 avril) Manille, Philippines (???)                            |                                                                                 | 2                                                             |                                                                       |                                                                       |   |  | Inter-zone (16 - 18 août) Båstad, Suède (terre battue ext.) | Inter-zone (16 - 18 août) Båstad, Suède (terre battue ext.) |  |  | Inter-zone Båstad, Suède (terre battue ext.) | Inter-zone Båstad, Suède (terre battue ext.) |
|  | France                                                                           | 3                                                                                |                                                                                 |                                                               |                                                                       |                                                                       |   |  | Inter-zone (16 - 18 août) Båstad, Suède (terre battue ext.) | Inter-zone (16 - 18 août) Båstad, Suède (terre battue ext.) |  |  | Inter-zone Båstad, Suède (terre battue ext.) | Inter-zone Båstad, Suède (terre battue ext.) |
|  | France                                                                           | 3                                                                                | Suède                                                                           | 5                                                             |                                                                       |                                                                       |   |  |                                                             |                                                             |  |  | Inter-zone Båstad, Suède (terre battue ext.) | Inter-zone Båstad, Suède (terre battue ext.) |
|  | Finale Est B (17 - 19 avril) Hô Chi Minh-Ville, Sud Viêt Nam (???)               |                                                                                  | Suède                                                                           | 5                                                             |                                                                       |                                                                       |   |  |                                                             |                                                             |  |  | Inter-zone Båstad, Suède (terre battue ext.) | Inter-zone Båstad, Suède (terre battue ext.) |
|  |                                                                                  | Philippines                                                                      | 0                                                                               |                                                               |                                                                       |                                                                       |   |  |                                                             |                                                             |  |  | Inter-zone Båstad, Suède (terre battue ext.) | Inter-zone Båstad, Suède (terre battue ext.) |
|  | Inde                                                                             | Philippines                                                                      | 0                                                                               | 5                                                             |                                                                       |                                                                       |   |  |                                                             |                                                             |  |  | Inter-zone Båstad, Suède (terre battue ext.) | Inter-zone Båstad, Suède (terre battue ext.) |
|  | Inde                                                                             | Finale Amériques (14 - 16 août) Minneapolis, MN, États-Unis (dur ext.)           |                                                                                 | 5                                                             |                                                                       |                                                                       |   |  |                                                             |                                                             |  |  | Inter-zone Båstad, Suède (terre battue ext.) | Inter-zone Båstad, Suède (terre battue ext.) |
|  | Viêt Nam                                                                         | 0                                                                                |                                                                                 |                                                               |                                                                       |                                                                       |   |  |                                                             |                                                             |  |  | Inter-zone Båstad, Suède (terre battue ext.) | Inter-zone Båstad, Suède (terre battue ext.) |
|  | Viêt Nam                                                                         | 0                                                                                | Inde                                                                            | 2                                                             |                                                                       |                                                                       |   |  |                                                             |                                                             |  |  | Inter-zone Båstad, Suède (terre battue ext.) | Inter-zone Båstad, Suède (terre battue ext.) |
|  | Finale Est A (10 - 12 avril) Manille, Philippines (???)                          |                                                                                  | Inde                                                                            | 2                                                             |                                                                       |                                                                       |   |  |                                                             |                                                             |  |  | Inter-zone Båstad, Suède (terre battue ext.) | Inter-zone Båstad, Suède (terre battue ext.) |
|  |                                                                                  | Philippines                                                                      | 3                                                                               |                                                               |                                                                       |                                                                       |   |  |                                                             |                                                             |  |  | Inter-zone Båstad, Suède (terre battue ext.) | Inter-zone Båstad, Suède (terre battue ext.) |
|  | Japon                                                                            | Philippines                                                                      | 3                                                                               | 2                                                             |                                                                       |                                                                       |   |  |                                                             |                                                             |  |  | Inter-zone Båstad, Suède (terre battue ext.) | Inter-zone Båstad, Suède (terre battue ext.) |
|  | Japon                                                                            | Demi-finale Amériques (23 - 31 mai) Bridgetown, Barbade (???)                    |                                                                                 | 2                                                             |                                                                       |                                                                       |   |  |                                                             |                                                             |  |  | Inter-zone Båstad, Suède (terre battue ext.) | Inter-zone Båstad, Suède (terre battue ext.) |
|  | Philippines                                                                      | 3                                                                                |                                                                                 |                                                               |                                                                       |                                                                       |   |  |                                                             |                                                             |  |  | Inter-zone Båstad, Suède (terre battue ext.) | Inter-zone Båstad, Suède (terre battue ext.) |
|  | Philippines                                                                      | 3                                                                                | Suède                                                                           | 0                                                             |                                                                       |                                                                       |   |  |                                                             |                                                             |  |  |                                              |                                              |
|  | Quart de finale Amériques                                                        |                                                                                  | Suède                                                                           | 0                                                             |                                                                       |                                                                       |   |  |                                                             |                                                             |  |  |                                              |                                              |
|  |                                                                                  | Australie                                                                        | 5                                                                               |                                                               |                                                                       |                                                                       |   |  |                                                             |                                                             |  |  |                                              |                                              |
|  | Chili                                                                            | Australie                                                                        | 5                                                                               |                                                               |                                                                       |                                                                       |   |  |                                                             |                                                             |  |  |                                              |                                              |
|  |                                                                                  |                                                                                  |                                                                                 |                                                               |                                                                       |                                                                       |   |  |                                                             |                                                             |  |  |                                              |                                              |
|  | Bye                                                                              |                                                                                  |                                                                                 |                                                               |                                                                       |                                                                       |   |  |                                                             |                                                             |  |  |                                              |                                              |
|  | Chili                                                                            | 3                                                                                |                                                                                 |                                                               |                                                                       |                                                                       |   |  |                                                             |                                                             |  |  |                                              |                                              |
|  | Chili                                                                            | 3                                                                                | Quart de finale Amériques                                                       |                                                               |                                                                       |                                                                       |   |  |                                                             |                                                             |  |  |                                              |                                              |
|  |                                                                                  | Indes occidentales                                                               | 2                                                                               |                                                               |                                                                       |                                                                       |   |  |                                                             |                                                             |  |  |                                              |                                              |
|  | Venezuela                                                                        | Indes occidentales                                                               | 2                                                                               | F                                                             |                                                                       |                                                                       |   |  |                                                             |                                                             |  |  |                                              |                                              |
|  | Venezuela                                                                        | Demi-finale Amériques (1er - 3 août) Mexico, Mexique (terre battue ext.)         |                                                                                 | F                                                             |                                                                       |                                                                       |   |  |                                                             |                                                             |  |  |                                              |                                              |
|  | Indes occidentales                                                               |                                                                                  |                                                                                 |                                                               |                                                                       |                                                                       |   |  |                                                             |                                                             |  |  |                                              |                                              |
|  | Chili                                                                            | 0                                                                                |                                                                                 |                                                               |                                                                       |                                                                       |   |  |                                                             |                                                             |  |  |                                              |                                              |
|  | Chili                                                                            | 0                                                                                | Quart de finale Amériques (18 - 20 juillet) Mexico, Mexique (terre battue ext.) |                                                               |                                                                       |                                                                       |   |  |                                                             |                                                             |  |  |                                              |                                              |
|  |                                                                                  | Australie                                                                        | 5                                                                               |                                                               |                                                                       |                                                                       |   |  |                                                             |                                                             |  |  |                                              |                                              |
|  | Mexique                                                                          | Australie                                                                        | 5                                                                               | 3                                                             |                                                                       |                                                                       |   |  |                                                             |                                                             |  |  |                                              |                                              |
|  | Mexique                                                                          |                                                                                  |                                                                                 | 3                                                             |                                                                       |                                                                       |   |  |                                                             |                                                             |  |  |                                              |                                              |
|  | Nouvelle-Zélande                                                                 | 1                                                                                |                                                                                 | Challenge round 25 - 28 septembre                             | Challenge round 25 - 28 septembre                                     |                                                                       |   |  |                                                             |                                                             |  |  |                                              |                                              |
|  | Nouvelle-Zélande                                                                 | 1                                                                                | Mexique                                                                         | Challenge round 25 - 28 septembre                             | Challenge round 25 - 28 septembre                                     | 1                                                                     |   |  |                                                             |                                                             |  |  |                                              |                                              |
|  | Quart de finale Amériques (17 - 19 juillet) Montréal, Canada (terre battue ext.) | Quart de finale Amériques (17 - 19 juillet) Montréal, Canada (terre battue ext.) | Mexique                                                                         | Challenge round Cleveland, OH, États-Unis (terre battue ext.) | Challenge round Cleveland, OH, États-Unis (terre battue ext.)         | 1                                                                     |   |  |                                                             |                                                             |  |  |                                              |                                              |
|  | Quart de finale Amériques (17 - 19 juillet) Montréal, Canada (terre battue ext.) | Quart de finale Amériques (17 - 19 juillet) Montréal, Canada (terre battue ext.) |                                                                                 | Challenge round Cleveland, OH, États-Unis (terre battue ext.) | Challenge round Cleveland, OH, États-Unis (terre battue ext.)         | Australie                                                             | 4 |  |                                                             |                                                             |  |  |                                              |                                              |
|  | Canada                                                                           | 0                                                                                | États-Unis                                                                      | 3                                                             |                                                                       | Australie                                                             | 4 |  |                                                             |                                                             |  |  |                                              |                                              |
|  | Canada                                                                           | 0                                                                                | États-Unis                                                                      | 3                                                             |                                                                       |                                                                       |   |  |                                                             |                                                             |  |  |                                              |                                              |
|  | Australie                                                                        | 5                                                                                |                                                                                 | Australie                                                     | 2                                                                     |                                                                       |   |  |                                                             |                                                             |  |  |                                              |                                              |
|  | Australie                                                                        | 5                                                                                |                                                                                 | Australie                                                     | 2                                                                     |                                                                       |   |  |                                                             |                                                             |  |  |                                              |                                              |

### Matchs détaillés

#### Finale du tout venant
| | Suède | 0                                | - | 5 | Australie |   |   |
| --- | ----- | -------------------------------- | - | - | --------- | - | - |
| Båstad Tennis Stadium, Båstad, Suède |       |                                  |   |   |           |   |   |
| du 29 au 31 août 1964 sur terre battue (ext.) |       |                                  |   |   |           |   |   |
| \| 1 \| \| Jan-Erik Lundqvist \| 6 \| 6 \| 3 \| 2 \| 5 \| \| 1 \| \| Roy Emerson \| 2 \| 4 \| 6 \| 6 \| 7 \| \| 2 \| \| Ulf Schmidt \| 4 \| 3 \| 8 \| \| \| \| 2 \| \| Fred Stolle \| 6 \| 6 \| 10 \| \| \| \| 3 \| \| Jan-Erik Lundqvist - Ulf Schmidt \| 2 \| 1 \| 0 \| \| \| \| 3 \| \| Roy Emerson - Fred Stolle \| 6 \| 6 \| 6 \| \| \| \| \| \| \| \| \| \| \| \| \| 4 \| \| Ulf Schmidt \| 6 \| 4 \| 3 \| 2 \| \| \| 4 \| \| Roy Emerson \| 3 \| 6 \| 6 \| 6 \| \| \| \| \| \| \| \| \| \| \| \| 5 \| \| Jan-Erik Lundqvist \| 7 \| 4 \| 0 \| 3 \| \| \| 5 \| \| Fred Stolle \| 5 \| 6 \| 6 \| 6 \| \| \| \| \| \| \| \| \| \| \| |       |                                  |   |   |           |   |   |
| 1 |       | Jan-Erik Lundqvist               | 6 | 6 | 3         | 2 | 5 |
| 1 |       | Roy Emerson                      | 2 | 4 | 6         | 6 | 7 |
| 2 |       | Ulf Schmidt                      | 4 | 3 | 8         |   |   |
| 2 |       | Fred Stolle                      | 6 | 6 | 10        |   |   |
| 3 |       | Jan-Erik Lundqvist - Ulf Schmidt | 2 | 1 | 0         |   |   |
| 3 |       | Roy Emerson - Fred Stolle        | 6 | 6 | 6         |   |   |
| |       |                                  |   |   |           |   |   |
| 4 |       | Ulf Schmidt                      | 6 | 4 | 3         | 2 |   |
| 4 |       | Roy Emerson                      | 3 | 6 | 6         | 6 |   |
| |       |                                  |   |   |           |   |   |
| 5 |       | Jan-Erik Lundqvist               | 7 | 4 | 0         | 3 |   |
| 5 |       | Fred Stolle                      | 5 | 6 | 6         | 6 |   |
| |       |                                  |   |   |           |   |   |

#### Challenge round
La finale de la Coupe Davis 1964 se joue entre l'Australie et les États-Unis.
| | États-Unis | 2                         | - | 3 | Australie |    |   |
| --- | ---------- | ------------------------- | - | - | --------- | -- | - |
| Harold Clark Courts, Cleveland, OH, États-Unis |            |                           |   |   |           |    |   |
| du 25 au 28 septembre 1964 sur terre battue (ext.) |            |                           |   |   |           |    |   |
| \| 1 \| \| Chuck McKinley \| 6 \| 9 \| 4 \| 6 \| \| \| 1 \| \| Fred Stolle \| 1 \| 7 \| 6 \| 2 \| \| \| 2 \| \| Dennis Ralston \| 3 \| 4 \| 2 \| \| \| \| 2 \| \| Roy Emerson \| 6 \| 6 \| 6 \| \| \| \| 3 \| \| C. McKinley - D. Ralston \| 6 \| 4 \| 4 \| 6 \| 6 \| \| 3 \| \| Roy Emerson - Fred Stolle \| 4 \| 6 \| 6 \| 3 \| 4 \| \| \| \| \| \| \| \| \| \| \| 4 \| \| Dennis Ralston \| 5 \| 3 \| 6 \| 11 \| 4 \| \| 4 \| \| Fred Stolle \| 7 \| 6 \| 3 \| 9 \| 6 \| \| \| \| \| \| \| \| \| \| \| 5 \| \| Chuck McKinley \| 6 \| 2 \| 4 \| 4 \| \| \| 5 \| \| Roy Emerson \| 3 \| 6 \| 6 \| 6 \| \| \| \| \| \| \| \| \| \| \| |            |                           |   |   |           |    |   |
| 1 |            | Chuck McKinley            | 6 | 9 | 4         | 6  |   |
| 1 |            | Fred Stolle               | 1 | 7 | 6         | 2  |   |
| 2 |            | Dennis Ralston            | 3 | 4 | 2         |    |   |
| 2 |            | Roy Emerson               | 6 | 6 | 6         |    |   |
| 3 |            | C. McKinley - D. Ralston  | 6 | 4 | 4         | 6  | 6 |
| 3 |            | Roy Emerson - Fred Stolle | 4 | 6 | 6         | 3  | 4 |
| |            |                           |   |   |           |    |   |
| 4 |            | Dennis Ralston            | 5 | 3 | 6         | 11 | 4 |
| 4 |            | Fred Stolle               | 7 | 6 | 3         | 9  | 6 |
| |            |                           |   |   |           |    |   |
| 5 |            | Chuck McKinley            | 6 | 2 | 4         | 4  |   |
| 5 |            | Roy Emerson               | 3 | 6 | 6         | 6  |   |
| |            |                           |   |   |           |    |   |